# Białoruskie Stowarzyszenie Literackie „Białowieża”
Białoruskie Stowarzyszenie Literackie „Białowieża” (biał. Беларускае літаратурнае аб’яднанне „Белавежа”) – polskie stowarzyszenie zrzeszające pisarzy tworzących w języku białoruskim. Przez badaczy utożsamiane również zazwyczaj z odrębną białoruską grupą literacką (tak zwani Bieławieżcy). Zrzesza obecnie około 20 literatów mieszkających w Polsce. Członkami stowarzyszenia są m.in. Jan Czykwin, Aleksander Barszczewski, Wiktor Szwed, Nadzieja Artymowicz oraz Mirosława Łuksza. Należeli do niego również m.in. Sokrat Janowicz i Jerzy Wołkowycki. Białoruskie Stowarzyszenie Literackie „Białowieża” jest jedyną poza granicami Białorusi organizacją literatów tworzących w języku białoruskim. Jest to również jedyna organizacja literacka stworzona przez środowisko mniejszości narodowej zamieszkałej w Polsce.

## Historia
Źródeł powstania stowarzyszenia upatrywać należy w przełomie październikowym 1956 roku, który wzmógł aktywność literatów białoruskich i dawał nadzieję na zaistnienie zorganizowanego ruchu literackiego. Powołanie stowarzyszenia było kolejnym elementem przypadającej na tej czas instytucjonalizacji białoruskiej mniejszości narodowej (po utworzeniu w 1956 Białoruskiego Towarzystwa Społeczno-Kulturalnego oraz pojawieniu się 4 marca 1956 roku pierwszego numeru tygodnika „Niwa”). Początkowo właśnie w tygodniku „Niwa” ukazywały się utwory młodych twórców (w konsekwencji powstała m.in. istniejąca do dzisiaj rubryka Literaturnaja staronka, przeznaczona dla prezentacji dorobku Bieławieżców) oraz toczona była dyskusja na temat zasadności powołania własnego stowarzyszenia (m.in. artykuł programowy Jana Aniserowicza pt. Czy białoruskim poetom i pisarzom w Polsce potrzebna jest własna organizacja? z 9 lutego 1958).
8 czerwca 1958 w redakcji „Niwy” odbył się zjazd organizacyjny Białoruskiego Stowarzyszenia Literackiego, którego pierwszym prezesem został Jerzy Wołkowycki. W 1962 roku stowarzyszenie, już pod nazwą „Białowieża”, wyodrębniło się z „Niwy” i stało się jednostką BTSK. 
W pierwszym okresie działania stowarzyszenia najbardziej aktywni byli tacy twórcy jak Jan Aniserowicz, Jan Czykwin, Dymitr Szatyłowicz, Wiktor Szwed, Aleksander Barszczewski, Włodzimierz Hajduk. Pierwszą pozycją wydawniczą stowarzyszenia (a jednocześnie pierwszą w ogóle książką poetycką wydaną w powojennym Białymstoku) był almanach Ruń, w którym wydrukowano wiersze siedemnastu autorów białoruskich). Do początku lat 70. ukazują się również pierwsze indywidualne tomiki poezji członków „Białowieży”.
W latach 1970–1977 do grupy dołączyło aż 34 członków, wśród których znalazła się m.in. Nadzieja Artymowicz.
W 1990 stowarzyszenie wyodrębniło się z Białoruskiego Towarzystwa Społeczno-Kulturalnego i otrzymało osobowość prawną jako samodzielna organizacja o nazwie Białoruskie Stowarzyszenie Literackie „Białowieża”. W tym samym roku zainicjowano wydawanie Biblioteczki Białoruskiego Stowarzyszenia Literackiego „Białowieża”. Do 2014 roku ukazało się w ramach tej serii 88 pozycji wydawniczych.
Od początku lat 90. swą działalność literacką rozwijali m.in. tacy członkowie stowarzyszenia jak Mirosława Łuksza, Jerzy Bajena, Dymitr Szatyłowicz i inni.
W 1998 rozpoczęto również wydawanie białorutenistyczno-literackiego czasopisma naukowego „Termopile” pod redakcją Jana Czykwina.